# Injector
Een injector is in het algemeen een (onderdeel van een) apparaat om een hoeveelheid materiaal in een verder gesloten systeem te brengen zonder dat de geslotenheid van het systeem wezenlijk wordt aangetast. Op verschillende plaatsen in de techniek worden verschillende typen injectoren gebruikt.

## Motortechniek
De injector is het deel van de injectiemotor dat de brandstof injecteert. Bij moderne, computergestuurde injectoren kan de hoeveelheid brandstof worden gevarieerd om een optimale verbranding te krijgen. De aansturing van brandstofinjectoren - openen en sluiten - kan zowel door de brandstofdruk of door een elektrische spoel plaatsvinden.

## Scheikunde
Bij diverse laboratoriumtechnieken worden injectoren gebruikt:

### HPLC
In de HPLC maakt men gebruik van een HPLC-injector om het monster via een loop (een lus met een bekende inhoud van gewoonlijk 5-100 μl) op de kolom te injecteren. De injector is nodig om tegen de druk op de HPLC (gewoonlijk tussen 50 en 200 bar) in toch de juiste hoeveelheid vloeistof te injecteren.

### GLC
In de GLC bestaat de injector uit een met een septum afgesloten ruimte die op 200 tot 250 °C gehouden wordt. Met behulp van een injectienaald wordt het monster tegen de gasdruk in aan het begin van de kolom gebracht.